# Округ Лејк (Тенеси)
Округ Лејк (енгл. Lake County) је округ у америчкој савезној држави Тенеси.

## Демографија
По попису из 2010. године број становника је 7.832, што је 122 (-1,5%) становника мање него 2000. године.
| Група             | 2000.         | 2010.         |
| Белци             | 5.268 (66,2%) | 5.409 (69,1%) |
| Афроамериканци    | 2.481 (31,2%) | 2.171 (27,7%) |
| Азијати           | 11 (0,1%)     | 11 (0,1%)     |
| Хиспаноамериканци | 109 (1,4%)    | 136 (1,7%)    |
| Укупно            | 7.954         | 7.832         |